# Pseuduvaria cerina
Pseuduvaria cerina är en kirimojaväxtart som beskrevs av James Sinclair. Pseuduvaria cerina ingår i släktet Pseuduvaria och familjen kirimojaväxter. IUCN kategoriserar arten globalt som sårbar. Inga underarter finns listade i Catalogue of Life.